# Blanfords sneeuwvink
De Blanfords sneeuwvink (Pyrgilauda blanfordi; synoniem: Montifringilla blanfordi) is een zangvogel uit de familie Passeridae (mussen).

## Verspreiding en leefgebied
Deze soort telt 3 ondersoorten:
- P. b. barbata: het noordelijke deel van Centraal-China.
- P. b. ventorum: noordwestelijk China.
- P. b. blanfordi: westelijk China, Tibet en Nepal.